# Thomas N. Stilwell

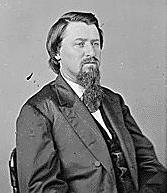
Thomas N. Stilwell

Thomas Neel Stilwell (* 29. August 1830 in Stilwell, Ohio; † 14. Januar 1874 in Anderson, Indiana) war ein US-amerikanischer Politiker. Zwischen 1865 und 1867 vertrat er den Bundesstaat Indiana im US-Repräsentantenhaus.

## Werdegang
Nach der Grundschulausbildung besuchte Thomas Stilwell das Oxford College und das Hill College. Nach einem anschließenden Jurastudium und seiner 1852 erfolgten Zulassung als Rechtsanwalt begann er in Anderson (Indiana) in diesem neuen Beruf zu arbeiten. Gleichzeitig schlug er eine politische Laufbahn ein. Im Jahr 1856 wurde er als Kandidat der Republikanischen Partei in das Repräsentantenhaus von Indiana gewählt. Während des Bürgerkrieges diente Stilwell als Soldat im Heer der Union.
Bei den Kongresswahlen des Jahres 1864 wurde er im elften Wahlbezirk von Indiana in das US-Repräsentantenhaus in Washington, D.C. gewählt, wo er am 4. März 1865 die Nachfolge von James F. McDowell antrat. Da er im Jahr 1866 auf eine weitere Kandidatur verzichtete, konnte er bis zum 3. März 1867 nur eine Legislaturperiode im Kongress absolvieren. Diese war nach dem Ende des Bürgerkrieges von den Spannungen zwischen Stilwells Partei und dem neuen Präsidenten Andrew Johnson überschattet.
In den Jahren 1867 und 1868 war Thomas Stilwell als Nachfolger von James Wilson US-Botschafter in Venezuela. Danach wurde er Präsident der First National Bank of Anderson. Er starb am 14. Januar 1874 in Anderson an den Folgen einer Schussverletzung. Die Quellen geben keinen Aufschluss darüber, wie es zu dieser Verletzung kam.